# Waddinxveen

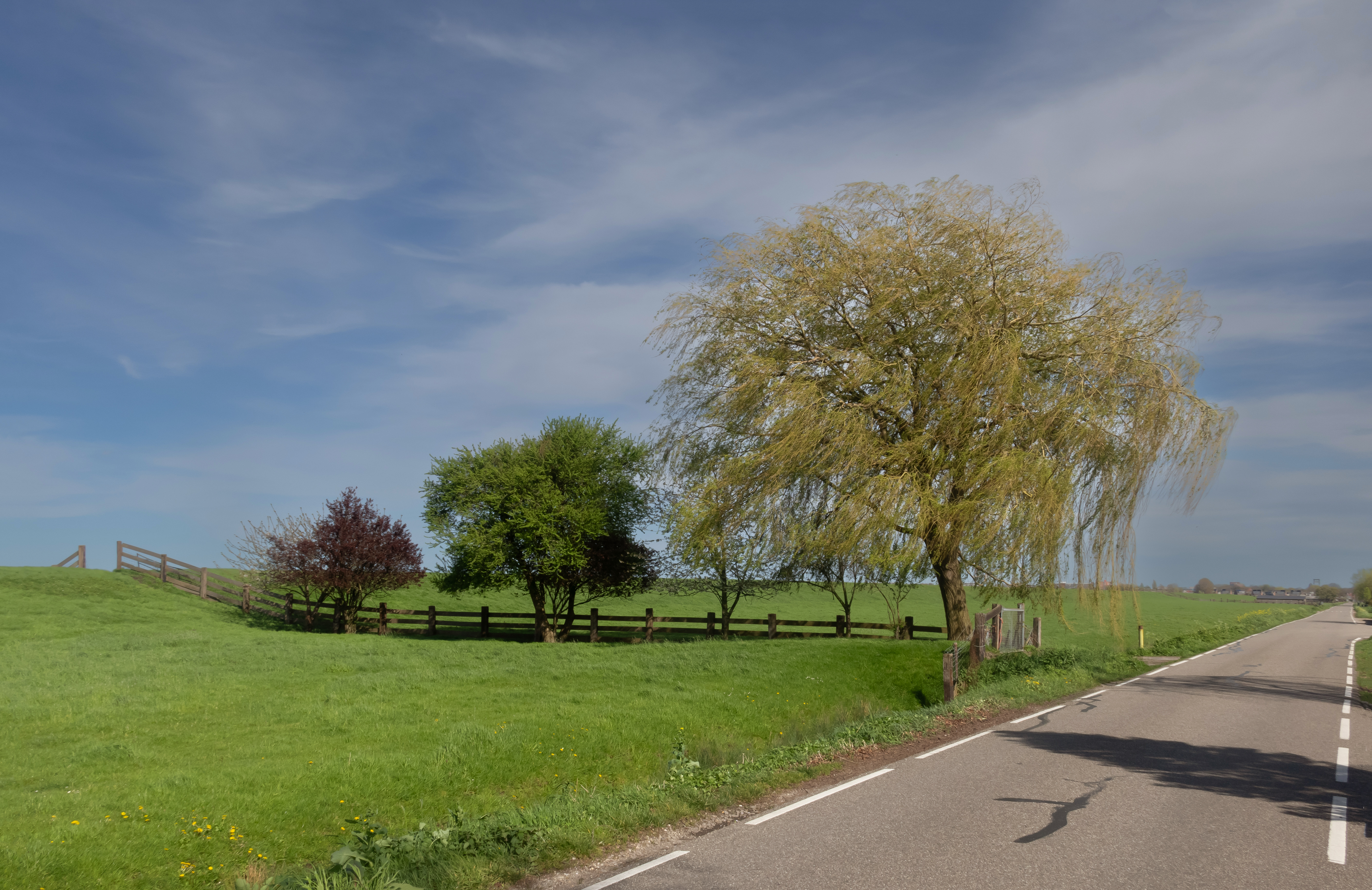
Los árboles en el dique cerca el Onderweg

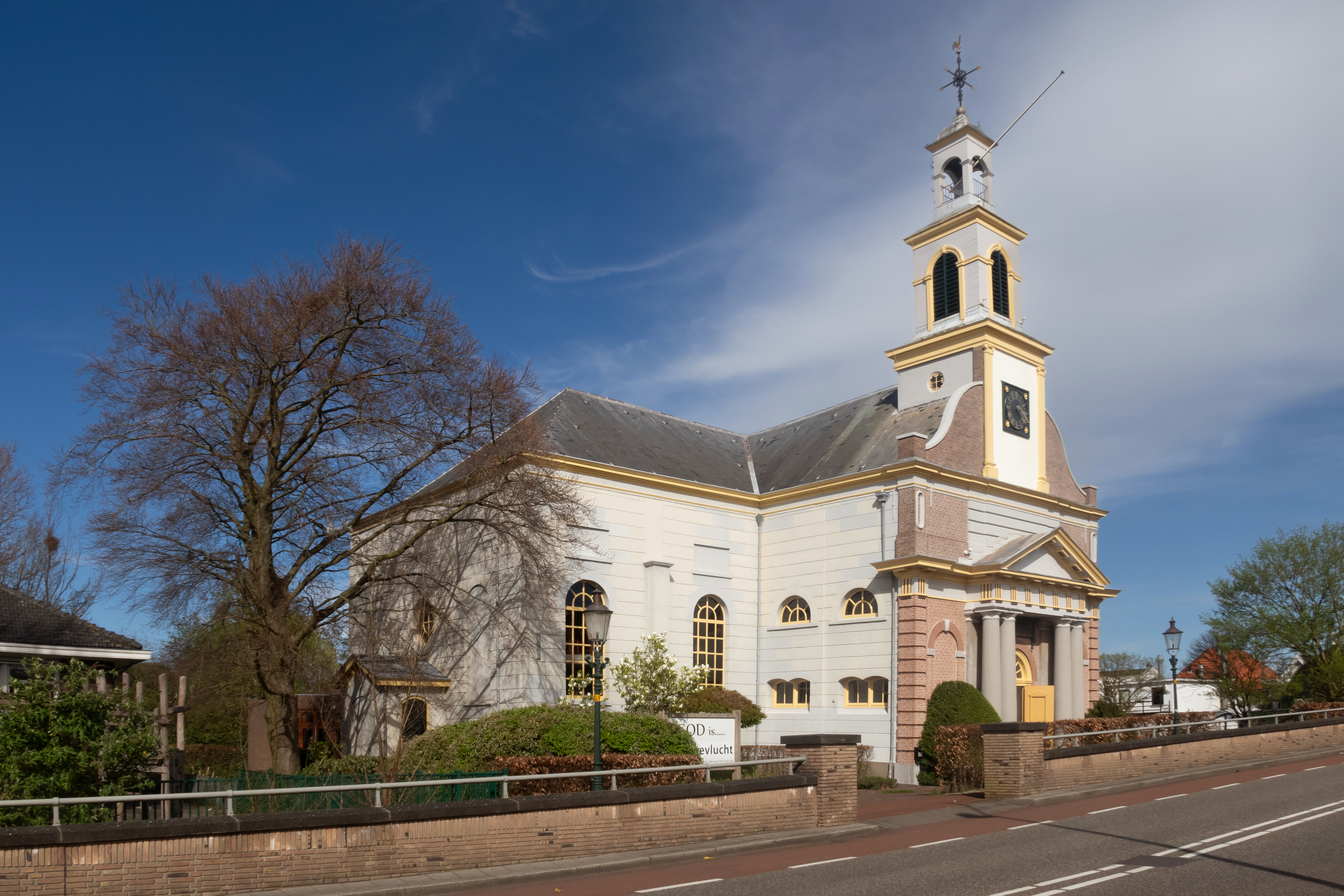
Waddixveen, la iglesia (Brugkerk)

Waddinxveen es un pueblo y municipalidad a lo largo del río Gouwe en los Países Bajos en la provincia de Holanda Meridional cerca de Gouda. Tiene una población de 25 867 habitantes en 2007.

## Personalidades destacadas de Waddinxveen
- George Baker (n. 1944), cantante;
- Mark Vanderloo (n. 1968), modelo;
- Sharon den Adel (n. 1974), vocalista de Within Temptation;
- Robert Westerholt (n. 1975), guitarrista de Within Temptation